# Masiv Termit
Masiv Termit (preprosto Termit) je gorata pokrajina v jugovzhodnem Nigru. Samo na jugu so sipine v puščavi Tenere in Erg Bilma, severna območja Termita, ki se imenuje Gossololom, so sestavljena iz črnih vulkanskih vrhov, ki štrlijo iz okoliških peščenih morij. Južni Termit je greben približno v smeri vzhod-zahod, močno erodiran črn peščenjak. Njegovo predgorje na jugozahodu so hribi Koutous.

## Lega in značilnosti
Masiv Termit se nahaja v občini Tesker v severovzhodni regiji Zinder. Geografsko je masiv Termit v zahodnem delu Čadske kotline. Tu Sahel prehaja v Saharo. Na severu in severovzhodu so velike peščene puščave Tenere in vzhodno zadaj puščava Tin-Toumma Velika Erg du Bilma. Na jugu se gore v dolžini 200 km linearno raztezajo ob dolini Dilia de Lagane. Za južni del pogorja so značilne trdne formacije iz črnega peščenjaka. Na območju Gossololom na severu štrlijo posamezni skalni vulkanski otoki iz oker peska.  V masivu Termit so količine padavin manj kot 100 mm na leto. Suha sezona traja od novembra do maja, deževna sezona zahodnoafriškega monsuna traja od junija do septembra.

## Poseljenost
Majhna populacija področja Termita so predvsem nomadi, z naselji ljudi Toubou na severu in vzhodu, in še več s Tuaregi in Diffa Arabci na zahodu. Severno od Zinder in Diffa regij obstaja nekaj stalnih naselij povezanih z razbrazdanimi cestami. Občine v regiji so Termit Kaoboul v južnem centru in Kandil Bouzou na jugovzhodu. Sosednja naselja so Tasker, Abourak in Haltouma na jugozahodu; Béla Hardé na jugovzhodu in Koussa Arma, Oyou Bezezé Denga in Agadem na vzhodnem obrobju. V občinah na jugozahodnem robu živijo večinoma Havsa, na jugovzhodu Kanuri. Veliko mesto Kanurijev je N'guigmi na jugovzhodu in Havsov pa Goure in Zinder na jugozahodu. 
V gorah so razpršene poselitve etnične skupine Tubu. Tubu, ki živijo tukaj vzrejajo kamele in trgujejo s karavanami, ki potujejo mimo.
V masivu Termit so bila številna arheološka najdišča, ki se nanašajo na zgodovino naselitve, ki sega v paleolitik. Med najdbami so mikroliti (šilo), kvarcitna orodja iz obdobja Acheuléen (kultura starejšega paleolitika) in izdelana iz vulkanskih kamnin. Iz neolitika so talilne peči za kovine, grobnice in petroglifi. 

## Favna in flora
V masivu Termit živijo adaks antilope (Addax nasomaculatus) in dama gazele (Nanger dama uradno Gazella dama), ki jima grozi izumrtje. Dodano so še dorkas gazele (Gazella dorcas), fenek ali puščavska lisica (Vulpes zerda), gepardi (Acinonyx jubatus), berberska ovca (Ammotragus lervia), šakali, ptice in plazilci. Še leta 1970 so bile prosto živeče živali v Termit v veliki meri nedotaknjene, zdaj pa so se populacije močno upadla. Zlasti lov na ogrožene živali izvajajo lovske družbe iz Dubaja in Libije. 
Od rastlinja v masivu Termit so akacije, drevesa zobna ščetka (Salvadora persica), proso (Panicum miliaceum), vrsta ovsa (Danthonia), Indigofera (Indigo) in grm leptadenia pyrotechnica.

## Ekološka zaščita
Del masiva Termit je rezervat velik 700.000 hektarjev zaščitene favne, ustanovljen leta 1962, za zaščito ogroženih antilop in adaks populacije. 
Leta 2006 je vlada Nigra podala vlogo za ponoven sprejem na UNESCO-ov seznam svetovne dediščine. 
Največje zaščiteno območje Afrike, Air and Ténéré Natural Reserves, (7.736.000 ha), ki se nahaja v saharski puščavi Tenere, je sestavljeno iz vulkanskih kamnin masa Aïr in majhnega izoliranega sahelskega žepa z edinstveno floro in favno. Naravni rezervat je bil na seznamu Unescove svetovne dediščine v nevarnosti v 1992, zaradi povečanja vojaških konfliktov in jemanja šestih talcev rezervnega osebja v februarju. Odstranitev iz tega seznama je bila leta 1999, vendar od leta 2011 ostaja njeno stališče nespremenjeno. 